# Francisco Joaquim Béthencourt da Silva
Francisco Joaquim Béthencourt da Silva (altura de Cabo Frio, 8 de maio de 1831 – 1911) foi um arquiteto, professor e educador brasileiro.

## Biografia
Nasceu no mar, na altura de Cabo Frio, a bordo do veleiro português "Novo Comerciante", em trânsito para o porto do Rio de Janeiro. Era filho do carpinteiro português Joaquim José da Silva e da bretã Saturnina do Carmo Béthencourt.
Iniciou os seus estudos no antigo Seminário São José, tendo ingressado na aula de arquitetura da Academia Imperial de Belas Artes em 1845, onde se destacou como discípulo do artista francês Grandjean de Montigny, fundador da cadeira de arquitetura daquela academia. Durante o curso obteve inúmeros prêmios e menções honrosas, tendo conquistado uma bolsa para completar os seus estudos em Roma.
Formado, iniciou a sua carreira profissional como arquiteto das Obras Públicas, cargo para o qual foi nomeado, por concurso, em 1850. Nesta função foi bem-sucedido, tendo os seus projetos marcado época, visto que contribuíram para modernizar as construções públicas, especialmente da então capital do Império do Brasil.
Lecionou ainda na Academia Imperial de Belas Artes e na Escola Politécnica do Rio. Tinha geral reputação de um homem detentor de vasta cultura.
Acreditava que a educação, nomeadamente o conhecimento artístico – através do ensino do desenho – era a base para que as nações alcançassem o desenvolvimento e a prosperidade e, desse modo, liderou um amplo movimento que culminou com a fundação da Sociedade Propagadora das Belas-Artes do Rio de Janeiro e do Liceu de Artes e Ofícios do Rio de Janeiro, em 23 de novembro de 1856. A primeira constituía-se na mantenedora do segundo. Foram inauguradas respectivamente em 20 de janeiro de 1857 e 9 de janeiro de 1858, e, a partir de então, Béthencourt da Silva dedicou-se a ambas as instituições, particularmente ao Liceu, que no seu entendimento deveria associar o ensino teórico ao prático e, com isso, preparar a classe trabalhadora para a futura industrialização do país.

## Galeria de obras arquitetônicas projetadas por Béthencourt

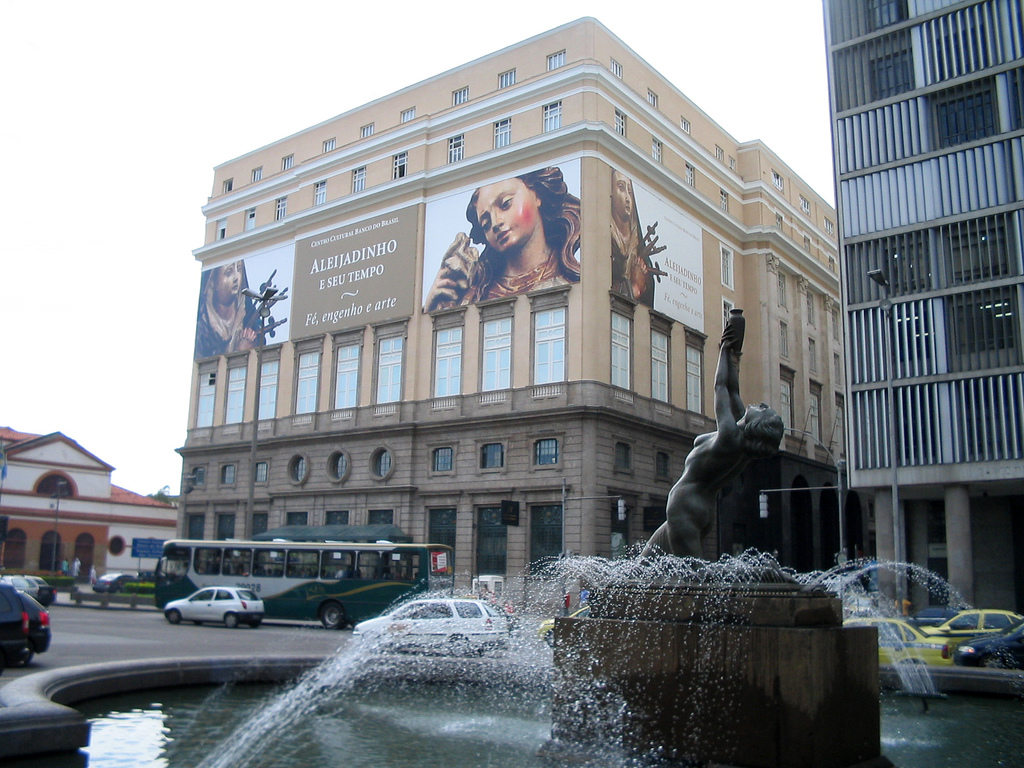
Centro Cultural Banco do Brasil (CCBB) no Rio de Janeiro.
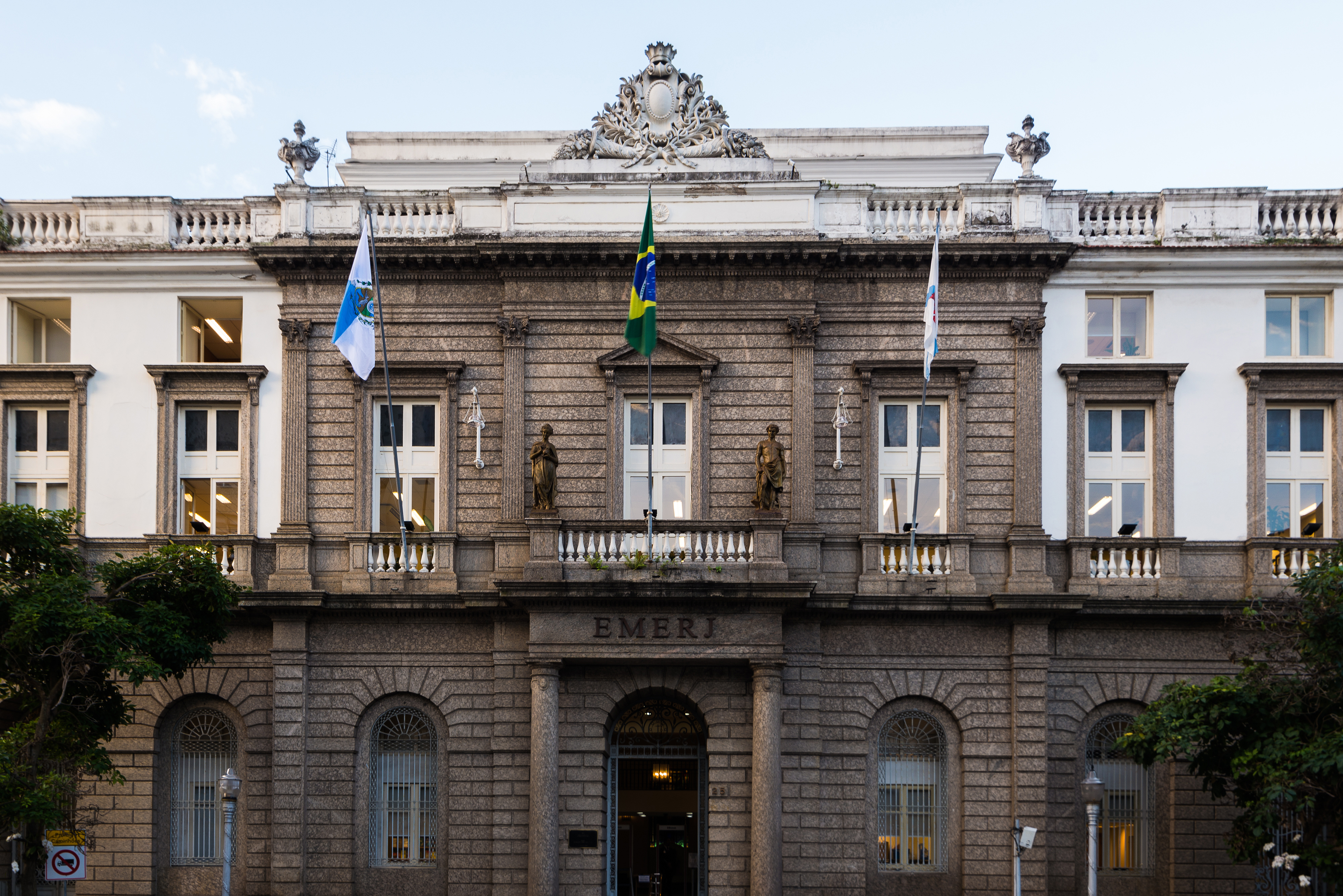
Escola da Magistratura do Estado do Rio de Janeiro.
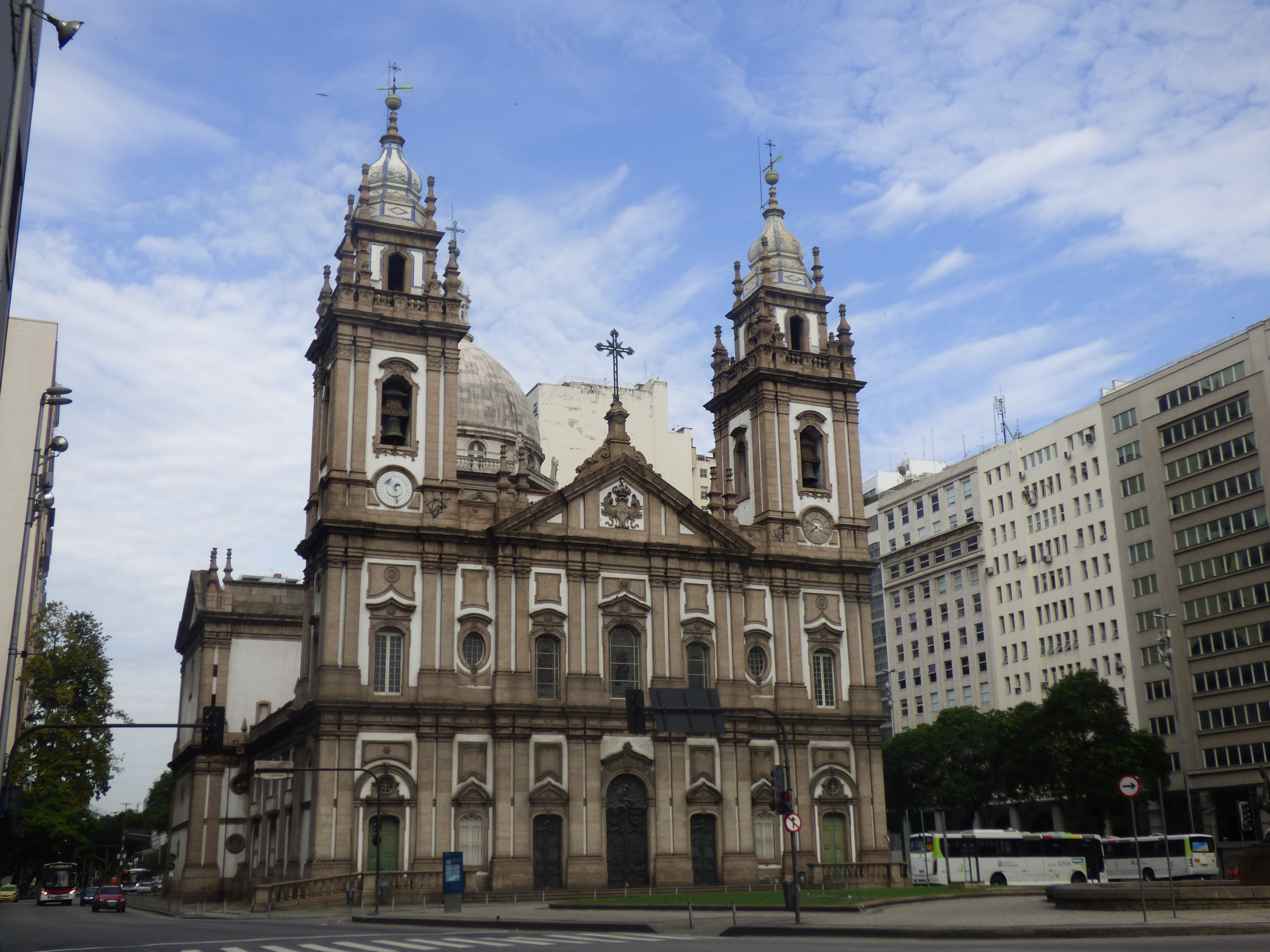
Igreja de Nossa Senhora da Candelária.
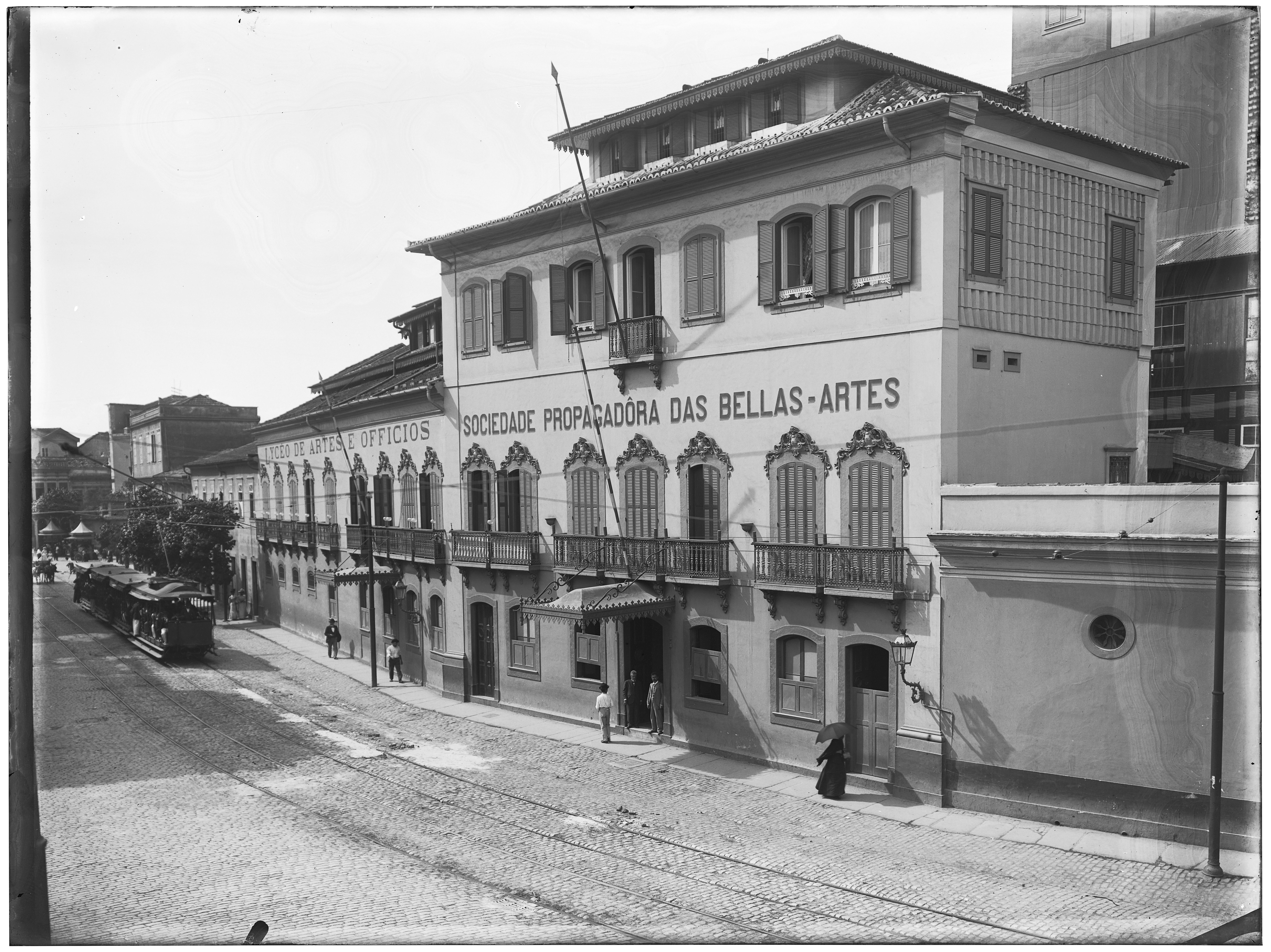
Liceu de Artes e Ofícios do Rio de Janeiro.